# Мерані (Тбілісі)
«Мерані» (Тбілісі) (груз. მერანი თბილისი) — професіональний грузинський футбольний клуб з міста Тбілісі, заснований у 1990 році. Домашні поєдинки проводить на стадіоні «Сінате». Названий на честь готеля в Тбілісі. Домашня форма — червоного кольору, виїзна — білого.

## Історія
Заснований у 1990 році під назвою «Мерані» (Тбілісі). До 1991 року виступав у регіональних змаганнях чемпіонату Грузії. У сезоні 1991/92 років дебютував у Лізі Пірвелі. У липні 1993 року тбіліські клуби «Мерані» та «Бачо» об'єдналися й утворили команду «Мерані-Бачо» (Тбілісі). У 1996 році ця команда змінила назву на «Локомотив» (Тбілісі). А друга команда цього клубу, «Мерані-91» (Тбілісі), стала самостійною. 
Команда перемогла в турнірі першої ліги в сезоні 1995/96 років. Зайнявши в дебютному у вищій лізі сезоні 1996/97 років 4-е місце, «Мерані-91» була звільнена від матчів аж до стадії 1/8 фіналу наступного розіграшу Кубка Грузії. Команда також заявилася в Кубок Інтертото. У своїй групі «Мерані-91» зайняла 2-е місце, набравши 6 очок у 4 матчах й обійшовши австрійський «Рід» і грецький «Іракліс» за додатковими показниками. У сезоні 1997/98 років під час матчу 10-го туру проти «Динамо» (Батумі) вболівальники напали на суддю. В результаті цієї події домашній стадіон команди був дискваліфікований, команда позбавлена 5 очок, ряд гравців також отримали дискваліфікацію. Успіхи команди в той період пов'язувалися з її президентом, депутатом Нугзаром Навадзе.
На початку 2000-х років команду тренував відомий в минулому футболіст, воротар збірної СРСР Отар Габелія. У сезоні 2000/01 років команда опинилася в серйозному скандалі: за договірний матч з «Колхеті-1913» «Мерані» оштрафували на 5 тис. ларі, позбавили трьох очок і зарахували технічну поразку з рахунком 0:3. У команди з'явилися фінансові труднощі, виникали заборгованості по заробітній платі гравцям. У 2002 році «Мерані-91» (Тбілісі) знову об'єднався, цього разу з «Олімпі» (Тбілісі), власником нового клубу став Ніколоз Долідзе, ця команда виступала під назвою «Мерані-Олімпі» (Тбілісі). Проте починаюч з сезону 2002/03 років клуби знову розділилися: у вищому дивізіоні грузинського чемпіонату почав виступати ФК «Тбілісі», а «Мерані» знову став самостійною командою. Цього разу клуб розпочав свій самостійний шлях з Регіонулі ліги. У липні 2004 року новостворений «Мерані» (Тбілісі) об'єднався з «Мілані» (Тцнорі) й почав виступати під назвою «Мерані-Мілані» (Тбілісі), проте в липні 2005 року знову виступав як «Мерані» (Тбілісі).
Команда вибула з вищої ліги за підсумками сезону-2007/08, зайнявши 12-е місце, але в першу лігу на наступний сезон не заявилася.

## Досягнення
- Ліга Пірвелі
  -  Чемпіон (1): 1996
  -  Срібний призер (2): 1995, 2006

## Статистика виступів у національних змаганнях

### Сезони
- 1990: ?
- 1991: Мерані (Тбілісі) Ліга Регіонулі
- 1991–92: Мерані (Тбілісі) Ліга Пірвелі
- 1992–93: Мерані (Тбілісі) Ліга Пірвелі
- 1993–94: Мерані-Бачо (Тбілісі) Ліга Пірвелі
- 1994–95: Мерані-Бачо (Тбілісі) Ліга Пірвелі
- 2003–04: Мерані (Тбілісі) [Ліга Регіонулі
- 2004–05: Мерані-Мілані (Тбілісі) Ліга Пірвелі
- 2005–06: Мерані (Тбілісі) Ліга Пірвелі (Срібний призер)
- 2006–07: Мерані (Тбілісі) Ліга Умаглесі
- 2007–08: Мерані (Тбілісі) Ліга Умаглесі 15-те місце, пониження в класі
- 2008–09: Мерані (Тбілісі) Ліга Меоре

### Мерані-91
- 1991: Мерані-91 (Тбілісі) ?
- 1991–92: Мерані-91 (Тбілісі) ?
- 1992–93: Мерані-91 (Тбілісі) ?
- 1993–94: Мерані-91 (Тбілісі) Ліга Пірвелі
- 1994–95: Мерані-91 (Тбілісі) Ліга Пірвелі
- 1995–96: Мерані-91 (Тбілісі) Ліга Пірвелі
- 1996–97: Мерані-91 (Тбілісі) Ліга Умаглесі
- 1997–98: Мерані-91 (Тбілісі) Ліга Умаглесі
- 1998–99: Мерані-91 (Тбілісі) Ліга Умаглесі
- 1999-00: Мерані-91 (Тбілісі) Ліга Умаглесі
- 2000–01: Мерані-91 (Тбілісі) Ліга Умаглесі
- 2001–02: Мерані-91 (Тбілісі) Ліга Умаглесі (Друга команда у Лізі Пірвелі)
- 2002–03: Мерані-Олімпі (Тбілісі) Ліга Умаглесі

## Статистика виступів у єврокубках
| Сезон | Змагання        | Раунд    | Країна  | Клуб     | Вдома | На виїзді |
| ----- | --------------- | -------- | ------- | -------- | ----- | --------- |
| 1997  | Кубок Інтертото | Груповий | Росія   | Торпедо  | 0–2   | X         |
|       |                 | Груповий | Греція  | Іракліс  | X     | 0–2       |
|       |                 | Груповий | Мальта  | Флоріана | 5–0   | X         |
|       |                 | Груповий | Австрія | Рід      | X     | 3–1       |

## Відомі гравці
- Торніке Апзіаурі (гравець національної збірної Грузії)

## Відомі тренери
- 2002: Отар Габелія
- 2003: Коба Жожикашвілі
- 2003: Ніколоз Долідзе
- 2003: Темур Лорткпанідзе[11]
- 2003: Жоні Жанелідзе[12]